# فورسایث (میزوری)
فورسایث (به انگلیسی: Forsyth) یک شهر در ایالات متحده آمریکا است که در شهرستان تانی، میزوری واقع شده‌است. فورسایث ۵٫۸۳ کیلومتر مربع مساحت و ۲٬۲۵۵ نفر جمعیت دارد و ۲۸۳ متر بالاتر از سطح دریا واقع شده‌است.